# Passerina versicolor
El colorín oscuro (Passerina versicolor) es una pequeña ave canora de la familia Cardinalidae que se distribuye en México, el sur de los Estados Unidos y en Guatemala.
Son aves pequeñas (12-14 cm). El macho es oscuro, de apariencia negra, aunque en realidad los colores predominantes son el guinda y el violeta oscuros. Una parte de la nuca es rojo brillante. La hembra es más pequeña, parduzca opaca, similar a las hembras del colorín azul (Passerina cyanea) y el colorín aliblanco (Passerina amoena), pero sin barras en las alas.
Su hábitat son bosques espinosos, cañones, y vegetación riparia. Se alimentan en el piso, donde buscan insectos y semillas.
Sus nidos son en forma de cuenco, tejidos a partir de pasto, tallos y fibras vegetales y se construyen sobre árboles de baja altura, en arbustos o en enredaderas, donde la hembra pone de 3 a 5 huevos color azul pálido. Los huevos son incubados de 11 a 13 días y los juveniles están listos para dejar el nido y valerse por sí solos cerca de dos semanas después de la eclosión.
Se encuentra principalmente en México, pero también en los estados fronterizos del suroeste de los Estados Unidos. Se reproduce en el norte de su área de distribución, hacia el sur, por la vertiente del Océano Pacífico, hasta Chiapas, y por el oriente hasta el estado de Veracruz. Es migratorio e invierna en casi todo México (a excepción de los estados del norte) y en Guatemala.